# MEAN 遥かなる歌
『MEAN 遥かなる歌』（ミィン はるかなるうた）は、栗原一実による漫画作品。原作は長谷川裕一、クリーチャーデザインは矢野マサキ。講談社とYahoo!コミックによる「新世代ヒーロー創出」を提唱する協同企画ウェブマガジン『ヒーロークロスライン』作品の一つであるウェブコミック、およびコミックス。

## 概要
2007年10月31日からYahoo!コミックで、途中から講談社コミックプラスでも掲載が始まり、2009年3月11日まで連載された。更新周期は、第1話から第2話及び2週に渡った番外編「ヤマネ観察日記」までは隔週単位、第3話（2008年1月16日配信）以降最終話まで月単位であった。ヒーロークロスライン創刊時の初期連載作品の一つ。2008年4月23日に単行本第1巻が発売、同4月24日に有料電子書籍版が配信開始されたのに伴い第2話以降収録分の無料公開は終了したが、第1話及び単行本・有料電子書籍版未収録の比較的新しい数話が無料公開されていた。公式サイトでの無料配信はサイトの終了に伴い終了した。現在、既刊コミックスについてはマンガ図書館Zにて全話が無料で閲覧可能。
『月刊マガジンZ』の休刊に伴う『ヒーロークロスライン 第一期』終了の影響を受けて一旦連載を終了し、続編が掲載出来るところを検討中としていた。この連載終了から10年以上が経った2019年8月11日、コミックマーケット96にて『MEAN 遥かなる歌 完結編』と題して200ページ超えの同人誌が頒布。本作も原作として長谷川がストーリーを制作し、作画の栗原が全ページを描き下ろしている。
時には地味なクラスメイト、時には観客を魅了してやまないスーパーアイドルとしての顔を持つヒロイン・夏鳴ことMEAN（ミィン）が、俊敏な運動能力を持つ少女・ヤマネと共に凶暴なノッカーズや異世界の存在と戦う姿を、彼女らのクラスメイトでありながらMEANのマネージャーでもある少年・有賀の眼を通して描く、SFファンタジーアクションストーリー漫画である。
ヒーロークロスライン創刊時の連載作品としては唯一、戦う美少女ヒロインを中心に据えた漫画である。ヒーロークロスライン作品としての世界観を踏まえつつも独自の解釈を加えることにより他作品と若干異なる独特の設定を持つ。いわば長谷川裕一原作らしい物語を、同誌では数少ない女性漫画家（栗原一実）によって表現する点が、この作品の大きな特徴である。また、ヒロインが「物語開始から約1年間しか生きられない」という厳しい制約を負っている点も、他作品にはほとんど見られない特徴と言える。
なおHXL参加作家である有里紅良と夢来鳥ねむが所属する創作集団『ら・むうん』が2010年4月から6月にかけて実写音楽PVを撮影しており、2010年夏のコミックマーケット78にて『HXL MUSIC PROMOTION MOVIE MEAN&VOID』と題してDVDとして販売された。現在このDVDは『ら・むうん』の公式サイトにて通信販売されている。
※世界観については作品共通の世界観も参照。

## あらすじ
高校1年生で新聞部員の有賀透はある日、クラスメイトである日暮夏鳴の顔が、眼鏡を外すとスーパーアイドルMEANそっくりなことに気づいた。早速、彼女の身辺を調べ始める有賀だったが、彼には、新聞部員として以外でも彼女を知りたい理由があった。
ある夕暮れ、帰宅途中に話しかけた有賀に、夏鳴は秘密めいた言葉を残す。その真相を知ろうとMEANのコンサート終了後に楽屋へと向かった有賀は、そこに異形に変貌するノッカーズを目撃、急を報せた彼の前に現れたのはヤマネを伴いMEANの衣装を纏ったままの夏鳴だった。彼女は有賀が見守る眼前で大きな羽を広げ、不思議な歌声によって生み出した剣で敵を倒すと、有賀に自分は1年間しか生きられないことを告げるのだった。

## 登場キャラクター

### 主要人物
有賀 透（ありが とおる）
演 - 片柳克敏
この作品の主観者たる主人公で新聞部に所属する高校1年生の男子生徒。入学して間も無い頃、眼鏡を外した時の夏鳴の顔を偶然見掛け、自らもファンである人気アイドル「MEAN」に酷似していることに気付いた。最初は新聞部員としてその真相を探るべく彼女に関わり始めたが、いつしか彼女に惹かれ始めた彼は、MEANのコンサート後に彼女の楽屋へ向かう途中でハエのようなノッカーズに遭遇、彼女らを守ろうとしたことからMEANらの真の姿を目撃し、彼女らとノッカーズとの戦闘に巻き込まれてしまう。彼女が残り一年間の短い生命という運命を負っていることを知り、戸惑いつつなおも真相を知ろうとした彼は狩尾社長に接触、MEANの一助となる決意を固めて彼女のマネージャーとなった。ノーマル（ノッカーズやMEANのような特殊能力を持たない一般人）故に戦闘において彼女らの戦力となれないことにしばしば悩むが、やや天然ボケな部分もある夏鳴や本能的なヤマネを一般生活において上手くカバーしたり、戦闘においても間接的に重要な役割を果たす。
日暮 夏鳴（ひぐらし なつな）／MEAN（ミィン）
声 - 堀江由衣
演 - 橋本京子
この作品の女性ヒーローとしてのヒロインである。以下のように立場を変えて行動する。
日暮 夏鳴としての彼女は、有賀と同じクラスに属する女子生徒。短めの髪を結っていて大きめの丸い眼鏡をかけており、歌わせるとひどい音痴の地味な少女である。時折、ヤマネと共に学校を抜け出しては、密かに以下のような活動を行っている。
MEAN（ミィン）としての彼女は、長く豊かな髪と抜群の容姿、光とさえ感じられる不思議な歌声を持つ人気急上昇中のスーパーアイドル。常に大きく背中の開いたドレスを着用するのが特徴で、その魅力もさることながら、突如として様々な地域に現われてはゲリラライブを開催するなど、謎めいた活動も多くのファンを魅了している。
しかしながら彼女の真の姿は、敵と対峙すると背中に大小4枚の透明な羽を広げて飛行したり、自らの歌声を武器とし、具現化させて戦う謎の存在である。この際の容姿は、背中の羽を除きアイドルとしてのMEANほぼそのままであり、着衣なども変化しない。物語開始の3か月前、狩尾社長の前に突如として現われ、彼女に保護された。当初は不思議な言語を話していたが、彼女のもとですぐに日本語を習得、1か月ほど後に自ら望んで芸能活動を始めた。MEAN自身によれば、彼女は“セミの特殊能力者”であり、およそ一年間しか生きられない運命を背負い、ヤマネと共に密かにノッカーズを探し出しては狩っている。当初、自分の秘密を調べていた有賀に対し、危険に巻き込みたくないとの考えから遠ざける発言をしていたが、協力者として努力する彼に信頼を抱きつつある。
西表 山音（いりおもて やまね）
通称「ヤマネ」。夏鳴といつも行動を共にするクラスメイトで、全体的に短めだが一部を尻尾のように細長く編んだ髪型と、牙とも八重歯とも見える口元の歯が特徴。また、季節によらずキャミソールにホットパンツといった軽装を着ている。有賀によると「よく見れば美少女」で「16歳とは思えない大きな胸」を持つが、本人は番外編にて自らを14歳と語っている。会話では主語と述語を並べただけのようなカタコトのおかしな話し方をし、一般的な知識に疎い面がある。気性が荒く、とても大食いで、怪力の持ち主。さらに、場所によらずよく眠る。常にMEANの身辺護衛を行い、彼女を探る新聞部員の妨害をしたり、ノッカーズとの戦いでも彼女を支援する。
グリフォン事件の後、狩尾のプロデュースでMEANを中心とした4人組アイドルグループ「KNOCKERS」に強制加入させられ、ゴシックロリータ衣装を着せられる。
敵に対峙すると丸みを帯びた黒い動物型の耳と斑点のある尻尾が生え、手指に鋭い爪と脛の辺りに尾同様の斑点が現れるなどの変化をし、俊敏な動きで野生動物的な戦い方をする。飛行能力などは持たず、敵から反撃を受けることも少なくないが、鋭い知覚を持ち、奇襲を防いだり、窮地に陥ったMEANらを救うこともある。物語開始以前、MEAN2度目のコンサートの際に彼女と戦い敗れたが、命を救われたことにより感服、以来付き従うようになった。第2話と第3話との間において番外編「ヤマネ観察日記」として2回に渡り彼女を中心としたエピソードが描かれている。
狩尾 理文（かりお りふみ）
アイドル「MEAN」が所属する芸能プロダクションの美人社長。また、彼女の保護者でもある。気丈な女性で、MEANの事情を知りながら深く追及することはせず、彼女の活動を陰ながら支えている。第2話にて夏鳴について質問に訪れた有賀に対し、彼がMEANの戦いに関わることへの覚悟を試し、彼の決意を知るとマネージャーとして抜擢した。
名前の由来は長谷川裕一の初期作品「BEMADER・P」の同名のキャラクターより。
コマキ
2人組アイドルユニット「G★R's」のボケ担当。おとなしめの少女で、マリカと共に「KNOCKERS」を結成する。沖縄でセイレーンの起こした「渦」により、獣帝界に転移、熱病に冒されてしまう。
マリカ
「G★R's」のツッコミ担当。大阪弁で話す少女で、コマキと共に「KNOCKERS」を結成する。沖縄でセイレーンの起こした「渦」により、獣帝界に転移してしまう。
五十嵐 まもり（いがらし まもり）
マリカの従妹で小学1年生。ツインテール頭の少女でドジっ子。田舎からマリカのアイドル活動の見学に来ている。
犬吠埼 静（いぬぼうざき しずか）
警視庁の敏腕刑事。人々を傷つけるノッカーズを強く憎んでいたが、偶然怪鳥のノッカーズから命を救われたのをきっかけに、MEANと共に廃工場の捜査に向かう事となる。後の『BOOTS』の名付け親。

### アラヒルク
獣帝界に滅ぼされた異世界の小国。MEANの生まれ故郷である。
ニィニ
アラヒルク国王の長女。酒好きで巨乳。カナンより8歳上。「千年妖精（セミ）」のラスカンスロープに選ばれてゾバの後宮に無理矢理加えられ暴虐の限りを尽くされたが、ゾバの下を脱出し、獣帝界憎さに戦い続けるうちに、いつしか民衆から「妖精騎士」と称されるようになった。
セレン
アラヒルク国王の次女。ゾバによりセイレーンに改造されてしまったが、最後の力を振り絞ってMEANを救い出し、沖縄の海中に没した。最終回にて、スナジアナに救助される。
カナン
アラヒルク国王の三女。千年妖精のラスカンスロープに選ばれ、ゾバに献上されそうになった所を、ニィニたちに救われる。その正体は、地球に転移する前のMEAN。

### 獣帝界
獣帝ゾバ（じゅうてい）
獣帝界を束ねる帝王。二千年間無敵の強力な魔力と、欲望のためにあらゆる者を犠牲にしてはばからない残忍な性格を合わせ持つ。
スナジアナ
声 - 清水秀光
第3話終盤より登場した、MEANらの敵対者。頭頂部に大きなハサミ状の角を持ち、複眼状の仮面を着け、全身黒い鎧に身を固めている。MEAN同様に異世界からやってきた存在で、第4話冒頭で「魔導士」と名乗り、自ら前線司令官であり「中ボス」的存在だと語っている。獣人達を操って、ノッカーズである少年を襲い、彼もろともMEANと有賀を地底へとおびき寄せた。
獣人（ラスカンローヴ）
「魔導士」が『渦』とよばれる現象を利用して、「ノッカーズ（作品共通の用語を参照の事）」に異世界から呼び出された怪物を融合させた存在。
千年妖精
MEANたちが該当するセミ型のラスカンスロープ。幼虫の「殻」を付けたまま、何万年も若い姿を保存できるという、ゾバが己の下劣な目的を果たす為だけに見出したラスカンスロープ。殻を割って「羽化」することで、「歌」の魔法を使えるようになるが、寿命は残り1年になってしまう。
劇中でのゾバはニィニとカナン（MEAN）の他、捕まえて来た女奴隷を無理矢理「千年妖精」化させ、時空間に渦を発生させていた。
グリフォン
羽の生えたライオン型のラスカンスロープ。ネコ科のライカンスロープは洗脳の利きが弱いという知識をもとに、バンパイアバットと芝居を打って「ゾバに抗うレジスタンス」のふりをしてMEANを誘き寄せる。実は洗脳されておらず素の状態から凶暴極まりない極悪ラスカンスロープであり、40人以上の犠牲者を出していた。MEANを闇討ちにするも、彼女が付き出した刃に自ら突入してしまい、真っ二つになって死亡する。
バンパイアバット
巨大なコウモリ型のラスカンスロープ。グリフォンと芝居を打ってMEANを誘き出し、抹殺を図る。口から超音波を発射して遠距離攻撃を行う。犬吠埼たちの乗った車を襲おうとするも、跳躍してきたヤマネに首を噛まれて落下し、海の藻屑となる。
セイレーン
人魚型のラスカンスロープ。半裸の美女の姿をしており、複数個体で「歌」を歌いながら高速で水中を移動することにより、時空間に渦を作り出し、沖縄にいたKNOCKERS一行を獣帝界に転移させる。

### 他作品からの登場キャラクター
アルクベイン
声 - 杉田智和
『ALCBANE』の主人公。スナジアナを危険視し、沖縄でMEANに助太刀する。
レイズマン・ゼロ
声 - 高野慎平
ウサ探
声 - 若本規夫
リボルバー
最終回でKNOCKERSの歌を聞いていた。

## 配信リスト
| 話数    | 配信日         | タイトル                            | 備考   |
| ------- | -------------- | ----------------------------------- | ------ |
| 第1話   | 2007年10月31日 | 羽をまとう姫                        |        |
| 第2話   | 2007年11月14日 | 空を舞うものの高さ                  |        |
| 番外編1 | 2007年12月5日  | ヤマネ観察日記                      |        |
| 番外編2 | 2007年12月19日 | ヤマネ観察日記2                     |        |
| 第3話   | 2008年1月16日  | 普通の一日（希望）                  |        |
| 第4話   | 2008年2月13日  | 闇の仮面                            |        |
| 第5話   | 2008年3月12日  | 地に光る!                           |        |
| 第6話   | 2008年4月9日   | 吠える刑事                          |        |
| 第7話   | 2008年5月14日  | 美女と野獣                          |        |
| 第8話   | 2008年6月11日  | 天使のBOOTS                         |        |
| 第9話   | 2008年7月9日   | ユニット結成!                       |        |
| 第10話  | 2008年8月13日  | 南の闇歌                            |        |
| 第11話  | 2008年9月10日  | セイレーンの贄                      |        |
| 第12話  | 2008年11月12日 | 獣帝界の迷い子                      |        |
| 第13話  | 2008年12月10日 | 二人の妖精騎士                      |        |
| 第14話  | 2009年1月14日  | 過去が裂けてゆく                    |        |
| 第15話  | 2008年2月11日  | 決まっていることと そうでないことと |        |
| 第16回  | 2009年3月11日  | 歌の途中                            | 最終回 |

## 書誌情報
- 原作：長谷川裕一、漫画：栗原一実『MEAN 遥かなる歌』講談社〈マガジンZKC〉、全3巻
  1. 2008年4月23日第1刷発行、同日発売、ISBN 978-4-06-349351-1
  2. 2008年10月10日第1刷発行、同日発売、ISBN 978-4-06-349389-4
  3. 2009年3月30日第1刷発行、同日発売、ISBN 978-4-06-349430-3